# Выборы мэра Москвы (2018)
Выборы мэра Москвы состоялись в столице России 9 сентября 2018 года, в единый день голосования. Срок полномочий избранного мэра Москвы— 5 лет. По результатам голосования в первом туре одержал победу действующий мэр столицы Сергей Собянин, избравшись тем самым на второй срок подряд.
На 4 июня 2018 в Москве (включая территории, присоединённые к городу с 1 июля 2012 года) было зарегистрировано 7 216 076 избирателей.

## Ключевые даты
- 2 июня 2018 года Московская городская дума назначила выборы на 9 сентября 2018 года — единый день голосования.
  - до 5 июня избирательная комиссия публикует расчёт числа подписей, необходимых для регистрации кандидата.
  - период выдвижения кандидатов начинается со дня назначения выборов.
  - агитационный период начинается со дня выдвижения кандидата и прекращается за одни сутки до дня голосования.
- период сбора подписей муниципальных депутатов начинается после подачи в избирком заявления кандидата о согласии баллотироваться.
- до 18 часов 3 июля[2] — представление кандидатами документов для регистрации, в числе которых должны быть листы с подписями муниципальных депутатов.
  - в течение 10 дней после приема от кандидата необходимых для регистрации документов Московская городская избирательная комиссия принимает решение о регистрации кандидата или об отказе в регистрации[2].
- 5 сентября — до 5 сентября горожане могут выбрать удобный им избирательный участок на сайте Госуслуг, чтобы проголосовать не по месту регистрации[3],
- 8 сентября — день тишины,
- 9 сентября — день голосования. Проголосовать на выборах мэра Москвы в этот раз можно было не как обычно, с 8:00 до 20:00, а на два часа больше — с 8:00 до 22:00[4].

## Выдвижение и регистрация кандидатов
Для регистрации кандидату требуется поддержка муниципальных депутатов.
Количество подписей избирателей, необходимое для регистрации кандидата на должность Мэра Москвы, выдвинутого в порядке самовыдвижения, составляет 36 081. Максимaльное количество подписей избирателей, представляемых в Московскую городскую избирательную комиссию кандидатом на должность Мэра Москвы, выдвинутым в порядке самовыдвижения, составляет 39 689.

### Муниципальный фильтр
Согласно решению Мосгоризбиркома от 4 июня 2018 года, количество подписей муниципальных депутатов в поддержку своего выдвижения, которые каждый кандидат обязан собрать, должно быть в пределах от 110 до 115.

## Выдвинутые кандидаты
| Зарегистрированные кандидаты [показать всех] | Зарегистрированные кандидаты [показать всех]                                                                                              | Зарегистрированные кандидаты [показать всех] | Зарегистрированные кандидаты [показать всех] | Зарегистрированные кандидаты [показать всех] | Зарегистрированные кандидаты [показать всех] | Зарегистрированные кандидаты [показать всех]           |
| Кандидат                                     | Деятельность/должность (на момент выдвижения)                                                                                             | Субъект выдвижения                           | Статус | Дата подачи документов о выдвижении          | Дата регистрации                             | Кандидаты в Совет Федерации                            |
| -------------------------------------------- | --- | -------------------------------------------- | --- | -------------------------------------------- | -------------------------------------------- | ------------------------------------------------------ |
| Илья Баков                                   | Генеральный директор ООО «Роял Понд Груп»                                                                                                 | «Монархическая партия»                       | Отказано в регистрации, так как выдвинутый кандидат не предоставил необходимые документы                                                              | 26 июня                                      | —                                            |                                                        |
| Михаил Балакин                               | Временно неработающий; депутат Московской городской Думы на непостоянной основе                                                           | «Союз горожан»                               | Зарегистрирован | 20 июня                                      | 31 июля                                      |                                                        |
| Владислав Бузаров                            | Временно неработающий | Самовыдвижение                               | Отказано в регистрации, так как выдвинутый кандидат не предоставил необходимые документы                                                              | 21 июня                                      | —                                            |                                                        |
| Михаил Бутримов                              | Индивидуальный предприниматель | «Российский общенародный союз»               | Отказано в регистрации, так как выдвинутый кандидат не предоставил необходимые документы                                                              | 27 июня                                      | —                                            |                                                        |
| Денис Ганич                                  | Главный редактор газеты «Национальный курс»                                                                                               | «Национальный курс»                          | Отказано в регистрации, так как выдвинутый кандидат не предоставил необходимые документы                                                              | 13 июня                                      | —                                            |                                                        |
| Александр Горлов                             | Электромонтер МГТУ «Станкин» | Самовыдвижение                               | Отказано в регистрации, так как выдвинутый кандидат не предоставил необходимые документы                                                              | 25 июня                                      | —                                            |                                                        |
| Дмитрий Гудков                               | Индивидуальный предприниматель | «Гражданская инициатива»                     | Отказано в регистрации, так как выдвинутый кандидат предоставил недостаточное количество подписей муниципальных депутатов (63 из необходимых 110)     | 18 июня                                      | —                                            |                                                        |
| Михаил Дегтярёв                              | Депутат Государственной думы Российской Федерации, председатель Комитета Госдумы по физической культуре, спорту, туризму и делам молодежи | ЛДПР                                         | Зарегистрирован | 21 июня                                      | 12 июля                                      |                                                        |
| Наталья Донцова                              | Генеральный директор АНО дополнительного профессионального образования «Московская Академия профессионального роста»                      | Самовыдвижение                               | Отказано в регистрации, так как выдвинутый кандидат не предоставил необходимые документы                                                              | 7 июня                                       | —                                            |                                                        |
| Александр Закондырин                         | Председатель политической партии «Альянс зелёных»                                                                                         | «Альянс зелёных»                             | Отказано в регистрации, так как выдвинутый кандидат не предоставил необходимые документы                                                              | 21 июня                                      | —                                            |                                                        |
| Антон Кузнецов-Красовский                    | Директор Фонда помощи людям, живущим с ВИЧ «СПИД.ЦЕНТР»                                                                                   | Самовыдвижение                               | Отказано в регистрации, так как выдвинутый кандидат не предоставил необходимые документы                                                              | 15 июня                                      | —                                            |                                                        |
| Виктор Кувшинов                              | Пенсионер | Самовыдвижение                               | Отказано в регистрации, так как выдвинутый кандидат предоставил только сведения о трех кандидатурах для наделения полномочиями члена Совета Федерации | 27 июня                                      | —                                            |                                                        |
| Вадим Кумин                                  | Председатель АНО «Интернет-Пресса» | КПРФ                                         | Зарегистрирован | 9 июня                                       | 12 июля                                      | Евгений Балашов, Валерий Рашкин, Сергей Шаргунов       |
| Александр Милованкин                         | Ведущий инженер ООО «Газпром информ» | Самовыдвижение                               | Снял свою кандидатуру с выборов | 16 июня                                      | —                                            |                                                        |
| Сергей Митрохин                              | Председатель Московского отделения партии «Яблоко»                                                                                        | «Яблоко»                                     | Отказано в регистрации, так как выдвинутый кандидат не предоставил необходимые документы                                                              | 23 июня                                      | —                                            |                                                        |
| Алексей Назаров                              | Президент Конституционного Комитета по преодолению геноцида русского народа                                                               | Самовыдвижение                               | Отказано в регистрации, так как выдвинутый кандидат не предоставил необходимые документы                                                              | 4 июня                                       | —                                            |                                                        |
| Дмитрий Новиков                              | Директор ООО «Нитэк» | Самовыдвижение                               | Отказано в регистрации, так как выдвинутый кандидат не предоставил необходимые документы                                                              | 13 июня                                      | —                                            |                                                        |
| Станислав Полищук                            | Председатель политической партии «Партия социальных реформ — прибыль от природных ресурсов — народу»                                      | «Партия социальных реформ»                   | Снял свою кандидатуру с выборов | 14 июня                                      | —                                            |                                                        |
| Сираждин Рамазанов                           | Председатель правления «Социал-демократической партии России»                                                                             | «Социал-демократическая партия России»       | Снял свою кандидатуру с выборов | 25 июня                                      | —                                            |                                                        |
| Сергей Ревин                                 | Ведущий специалист Центра подготовки космонавтов имени Ю. А. Гагарина                                                                     | «Зелёные»                                    | Конференция регионального отделения выдвинувшей партии приняло решение об отзыве кандидатуры                                                          | 7 июня                                       | —                                            |                                                        |
| Ильдар Рязапов                               | Председатель «Партии ветеранов России» | «Партия ветеранов России»                    | Отказано в регистрации, так как выдвинутый кандидат не предоставил необходимые документы                                                              |                                              | —                                            |                                                        |
| Александр Романов                            | Пенсионер | Самовыдвижение                               | Отказано в регистрации, так как выдвинутый кандидат не предоставил необходимые документы                                                              | 25 июня                                      | —                                            |                                                        |
| Валерий Ручнов                               | заведующий сектором ФГУП ГНЦ РФ «ВНИИгеосистем»; пенсионер                                                                                | Самовыдвижение                               | Отказано в регистрации, так как выдвинутый кандидат не предоставил необходимые документы                                                              | 2 июля                                       | —                                            |                                                        |
| Илья Свиридов                                | Глава муниципального округа Таганский города Москвы                                                                                       | Справедливая Россия                          | Зарегистрирован | 6 июня                                       | 12 июля                                      | Наталия Великая, Михаил Вельмакин, Александр Романович |
| Ярослав Сидоров                              | Первый секретарь МГО политической партии Коммунистическая партия Коммунисты России                                                        | Коммунисты России                            | Отказано в регистрации, так как выдвинутый кандидат не предоставил необходимые документы                                                              | 29 июня                                      | —                                            |                                                        |
| Максим Славин                                | Временно неработающий | Самовыдвижение                               | Снял свою кандидатуру с выборов | 26 июня                                      | —                                            |                                                        |
| Сергей Собянин                               | Мэр Москвы, член Бюро Высшего совета Партии «Единая Россия»                                                                               | Самовыдвижение                               | Зарегистрирован | 8 июня                                       | 12 июля                                      | Владимир Долгих, Михаил Киселёв, Владимир Кожин        |
| Герман Стерлигов                             | Глава крестьянского (фермерского) хозяйства                                                                                               | Самовыдвижение                               | Отказано в регистрации, так как выдвинутый кандидат не предоставил необходимые документы                                                              | 7 июня                                       | —                                            |                                                        |
| Игорь Суздальцев                             | Генеральный директор ООО «ИКТ Менеджмент»                                                                                                 | Самовыдвижение                               | Отказано в регистрации, так как выдвинутый кандидат не предоставил необходимые документы                                                              | 4 июня                                       | —                                            |                                                        |
| Антон Тарасов                                | Инженер-дефектоскопист ООО «Энерготехсервис»                                                                                              | Самовыдвижение                               | Отказано в регистрации, так как выдвинутый кандидат не предоставил необходимые документы                                                              | 14 июня                                      | —                                            |                                                        |
| Сергей Троицкий                              | Музыкальный руководитель и участник рок-группы «Коррозия металла»                                                                         | Самовыдвижение                               | Отказано в регистрации, так как выдвинутый кандидат не предоставил необходимые документы                                                              | 14 июня                                      | —                                            |                                                        |
| Руслан Халиуллин                             | Директор благотворительного фонда «Фонд поддержки детей и молодежи»                                                                       | Самовыдвижение                               | Отказано в регистрации, так как выдвинутый кандидат не предоставил необходимые документы                                                              | 9 июня                                       | —                                            |                                                        |
| Илья Яшин                                    | Глава муниципального округа Красносельский города Москвы                                                                                  | Самовыдвижение                               | Отказано в регистрации, так как выдвинутый кандидат не предоставил необходимые документы                                                              | 11 июня                                      | —                                            |                                                        |

Скандалом обернулось выдвижение экс-владельца «СУ-155» Михаила Балакина. В последний момент свои подписи за него отозвали трое муниципальных депутатов. Таким образом для регистрации ему стало не хватать одного голоса. Сообщалось, что в «Единой России» начали внутреннее расследование о скупке подписей муниципальных депутатов, речь шла о продаже голосов именно Михаилу Балакину. 23 июля 2018 года Мосгорсуд признал незаконным отказ Балакину в регистрации. Сам Балакин сообщения о покупке подписей также опроверг.
3 сентября Мосгорсуд отказался снимать с выборов мэра Москвы Сергея Собянина по заявлению кандидата от КПРФ Вадима Кумина. Кумин утверждал, что градоначальник использует должностное положение, ссылаясь на то, что в учрежденных префектурами СМИ появляются позитивные материалы о Сергее Собянине.

## Социология
| Дата                   | Источник         | Собянин | Кумин | Дегтярёв | Свиридов | Балакин | Гудков | Яшин | Другой | Не определились | Воздержались |
| ---------------------- | ---------------- | ------- | ----- | -------- | -------- | ------- | ------ | ---- | ------ | --------------- | ------------ |
|                        |                  |         |       |          |          |         |        |      |        |                 |              |
| 28 — 30 августа 2018   | ВЦИОМ            | 69,4 %  | 13,2% | 7,8%     | 6,5%     | 1,4%    | -      | -    | -      | 1,7 %           | 1,7 %        |
| 6 — 10 августа 2018    | ВЦИОМ            | 65,5 %  | 10,1% | 11,1%    | 7,1%     | 4,3%    | -      | -    | -      | 1,9 %           | 1,9 %        |
| 13-23 июля 2018        | Superjob         | 63 %    | 2%    | 2%       | 2%       | -       | -      | -    | -      | -               | -            |
| 20 апреля — 3 мая 2018 | Левада Центр     | 34 %    | —     | —        | —        | —       | <1 %   | <1 % | 4 %    | 27 %            | 25 %         |
| 8 сентября 2013        | Выборы 2013 года | 51,4 %  | —     | 2,9 %    | —        | —       | —      | —    | 44,2 % | —               | —            |

## Предвыборная кампания
- 26 мая — Сергей Собянин объявил о выдвижении в мэры Москвы[62].
- 5 июня — победитель второго тура праймериз «Яблока» Яков Якубович отказался выдвигаться кандидатом в мэры Москвы в пользу Сергея Митрохина[63].
- 6 июня — партия Зелёных выдвинула космонавта Сергея Ревина кандидатом в мэры Москвы[64].
- 6 июня — газета «Ведомости» опубликовала сообщение о том, что Явлинский и Собянин договорились о выдвижении Митрохина от «Яблока» кандидатом в мэры Москвы[65].
- 6 июня — Сергей Митрохин и Елена Русакова, а также Андрей Морев подали заявки в исполком «Яблока» для выдвижения на пост мэра Москвы[66].
- 8—9 июня — Бюро партии «Яблоко» предложило Московскому отделению выдвинуть Русакову кандидатом в мэры Москвы. Состоявшееся голосование Московского городского отделения не поддержало это решение. 30 делегатов проголосовали за Митрохина, 22 — за Русакову. Решение о кандидате на пост мэра Москвы снова передали Бюро партии[67].
- 11 июня — Илья Яшин выдвинулся в мэры Москвы в качестве самовыдвиженца[68].
- 13 июня — «Гражданская инициатива» выдвинула Дмитрия Гудкова кандидатом в мэры Москвы[69].
- 20 июня — Первый форум Совета муниципальных образований Москвы заслушал 16 кандидатов в мэры Москвы. Из 173 муниципальных депутатов свои подписи кандидатам в мэры Москвы оставили 46 депутатов[70].
- 22 июня — конференция Московского отделения партии «Яблоко» выдвинула Сергея Митрохина кандидатом в мэры Москвы[28].
- 22 июня — партия «Зелёные» сняла своего кандидата Сергея Ревина с выборов в пользу Собянина[37].
- 24 июня — Илья Яшин собрал 91 подпись муниципальных депутатов, что недостаточно для того, чтобы стать кандидатом в мэры Москвы. И. Яшин заявил о снятии своей кандидатуры с выборов мэра Москвы[71].
- 26 июня — Второй форум Совета муниципальных образований Москвы. Из 300 муниципальных депутатов подписи кандидатам в мэры оставили 66 депутатов. Из них рейтинг: Илья Свиридов («Справедливая Россия») — 18 подписей; Вадим Кумин (КПРФ) — 15 подписей; Михаил Дегтярев (ЛДПР) — 10 подписей; Михаил Балакин («Союз Горожан») — 7 подписей; Антон Красовский (самовыдвиженец) — 7 подписей; Дмитрий Гудков («Гражданская инициатива») — 5 подписей; Сергей Митрохин («Яблоко») — 4 подписи[70].

## Результаты голосования
12 сентября Московская городская избирательная комиссия подписала протокол об итогах голосования. Явка составила 30,86%, что меньше, чем на выборах мэра Москвы в 2013 году.
| Место                       | Место                       | Кандидат                    | Партия                      | Голосов   | %       |
| --------------------------- | --------------------------- | --------------------------- | --------------------------- | --------- | ------- |
|                             | 1.                          | Сергей Собянин              | Единая Россия               | 1 582 762 | 70,17 % |
|                             | 2.                          | Вадим Кумин                 | КПРФ                        | 256 717   | 11,38 % |
|                             | 3.                          | Илья Свиридов               | Справедливая Россия         | 158 106   | 7,01 %  |
|                             | 4.                          | Михаил Дегтярёв             | ЛДПР                        | 151 642   | 6,72 %  |
|                             | 5.                          | Михаил Балакин              | Союз горожан                | 42 192    | 1,87 %  |
| Действительных бюллетеней   | Действительных бюллетеней   | Действительных бюллетеней   | Действительных бюллетеней   | 2 191 419 | 97,15 % |
| Недействительных бюллетеней | Недействительных бюллетеней | Недействительных бюллетеней | Недействительных бюллетеней | 64 278    | 2,85 %  |
| Всего                       | Всего                       | Всего                       | Всего                       | 2 255 697 | 100 %   |
|                             |                             |                             |                             |           |         |
| Явка                        | Явка                        | Явка                        | Явка                        | 2 255 697 | 30,90 % |
| Общее число избирателей     | Общее число избирателей     | Общее число избирателей     | Общее число избирателей     | 7 301 064 |         |

## Интересные факты
Часть избирательных участков (209) была расположена в соседних областях — в Московской, Калужской, Тульской и Владимирской.

### Сайты кандидатов
- Сайт кандидата в мэры Москвы Д. Гудкова
- Сайт кандидата в мэры Москвы Н. Донцовой Архивная копия от 19 марта 2019 на Wayback Machine
- Сайт кандидата в мэры Москвы В. Кумина
- Сайт кандидата в мэры Москвы С. Митрохина
- Сайт кандидата в мэры Москвы И. Свиридова
- Сайт кандидата в мэры Москвы С. Собянина
- Сайт кандидата в мэры Москвы И. Яшина